# 帕维尔·斯梅洛夫斯基
帕维尔·斯梅洛夫斯基（波蘭語：Paweł Śmiłowski，1998年8月26日—），波蘭男子羽毛球運動員。

## 簡歷
2016年6月，帕维尔·斯梅洛夫斯基出戰立陶宛羽毛球國際賽，與马格达莱纳·斯维尔琴斯卡合作拿得混合雙打亞軍。

## 主要比賽成績
只列出曾進入準決賽的國際賽事成績：
| 年份   | 賽事                   | 公開賽級別 | 項目     | 拍檔                    | 成績   |
| ------ | ---------------------- | ---------- | -------- | ----------------------- | ------ |
| 2016年 | 立陶宛羽毛球國際賽     | 未來系列賽 | 混合雙打 | 马格达莱纳·斯维尔琴斯卡 | 亞軍   |
| 2016年 | 斯洛伐克羽毛球公開賽   | 未來系列賽 | 混合雙打 | 马格达莱纳·斯维尔琴斯卡 | 準決賽 |
| 2017年 | 歐洲青年羽毛球錦標賽   | 其他       | 男子雙打 | 罗伯特·齐布尔斯基       | 季軍   |
| 2017年 | 歐洲青年羽毛球錦標賽   | 其他       | 混合雙打 | 马格达莱纳·斯维尔琴斯卡 | 季軍   |
| 2017年 | 斯洛伐克羽毛球公開賽   | 未來系列賽 | 混合雙打 | 马格达莱纳·斯维尔琴斯卡 | 冠軍   |
| 2018年 | 捷克羽毛球國際賽       | 國際系列賽 | 混合雙打 | 马格达莱纳·斯维尔琴斯卡 | 亞軍   |
| 2018年 | 拉脫維亞羽毛球國際賽   | 未來系列賽 | 混合雙打 | 马格达莱纳·斯维尔琴斯卡 | 冠軍   |
| 2018年 | 立陶宛羽毛球國際賽     | 未來系列賽 | 混合雙打 | 马格达莱纳·斯维尔琴斯卡 | 亞軍   |
| 2018年 | 哈爾科夫羽毛球國際賽   | 國際挑戰賽 | 混合雙打 | 马格达莱纳·斯维尔琴斯卡 | 亞軍   |
| 2018年 | 波蘭羽毛球國際賽       | 國際系列賽 | 混合雙打 | 馬格達萊納·斯維爾琴斯卡 | 亞軍   |
| 2018年 | 捷克羽毛球公開賽       | 國際挑戰賽 | 混合雙打 | 馬格達萊納·斯維爾琴斯卡 | 準決賽 |
| 2019年 | 葡萄牙羽毛球國際賽     | 國際系列賽 | 混合雙打 | 马格达莱纳·斯维尔琴斯卡 | 準決賽 |
| 2019年 | 希臘羽毛球國際賽       | 未來系列賽 | 男子雙打 | 米洛什·博哈特           | 冠軍   |
| 2019年 | 斯洛文尼亞羽毛球國際賽 | 國際系列賽 | 混合雙打 | 维多利亚·阿达梅克       | 準決賽 |
| 2019年 | 拉脫維亞羽毛球國際賽   | 未來系列賽 | 混合雙打 | 维多利亚·阿达梅克       | 冠軍   |
| 2019年 | 立陶宛羽毛球國際賽     | 未來系列賽 | 混合雙打 | 维多利亚·阿达梅克       | 準決賽 |
| 2019年 | 希臘羽毛球公開賽       | 國際系列賽 | 混合雙打 | 马格达莱纳·斯维尔琴斯卡 | 亞軍   |
| 2019年 | 哈爾科夫羽毛球國際賽   | 國際挑戰賽 | 混合雙打 | 马格达莱纳·斯维尔琴斯卡 | 冠軍   |
| 2020年 | 葡萄牙羽毛球國際賽     | 國際系列賽 | 混合雙打 | 馬格達萊納·斯維爾琴斯卡 | 準決賽 |
| 2021年 | 波蘭羽毛球國際賽       | 國際系列賽 | 混合雙打 | 维多利亚·阿达梅克       | 亞軍   |
| 2022年 | 葡萄牙羽毛球國際賽     | 國際系列賽 | 混合雙打 | 维多利亚·阿达梅克       | 準決賽 |
| 2022年 | 波蘭羽毛球公開賽       | 國際挑戰賽 | 混合雙打 | 维多利亚·阿达梅克       | 亞軍   |
| 2023年 | 葡萄牙羽毛球國際賽     | 國際系列賽 | 混合雙打 | 马格达莱纳·斯维尔琴斯卡 | 準決賽 |
| 2023年 | 波蘭羽毛球國際賽       | 國際系列賽 | 男子雙打 | 米洛什·博哈特           | 亞軍   |

| 2007-2017年 | 首要超級賽 | 超級賽 | 黃金大獎賽 | 大獎賽 | 國際挑戰賽 | 國際系列賽 | 未來系列賽 | 其他 |

| 2018-2026年 | 總決賽 | 超級1000賽 | 超級750賽 | 超級500賽 | 超級300賽 | 超級100賽 | 國際挑戰賽 | 國際系列賽 | 未來系列賽 | 其他 |

### 奧運會和世錦賽參賽紀錄
|          | 搭檔                    | 2019 |
| -------- | ----------------------- | ---- |
| 混合雙打 | 馬格達萊納·斯維爾琴斯卡 | 48強 |